# Turnera maracasana
Turnera maracasana är en passionsblomsväxtart som beskrevs av M.M. Arbo. Turnera maracasana ingår i släktet Turnera och familjen passionsblomsväxter. Inga underarter finns listade i Catalogue of Life.